# Ragnar Olson
Ragnar Olson (n. 10 august 1880, Kristianstad, Kristianstads län⁠(d), Suedia – d. 10 iulie 1955, Bromma city district⁠(d), Comitatul Stockholm, Suedia) a fost un sportiv ce a reprezentat Suedia, medaliat olimpic. A participat la o ediție a Jocurilor Olimpice (1928) în care a câștigat o medalie de argint și o medalie de bronz.